# エンダービー島
エンダービー島（英語: Enderby Island）はオークランド諸島の一島。ニュージーランド領であり、オークランド諸島の本島であるオークランド島の北東部にあるロス湾（英語版）の湾口とローズ島（英語版）を挟んだ場所に位置している。

## 歴史

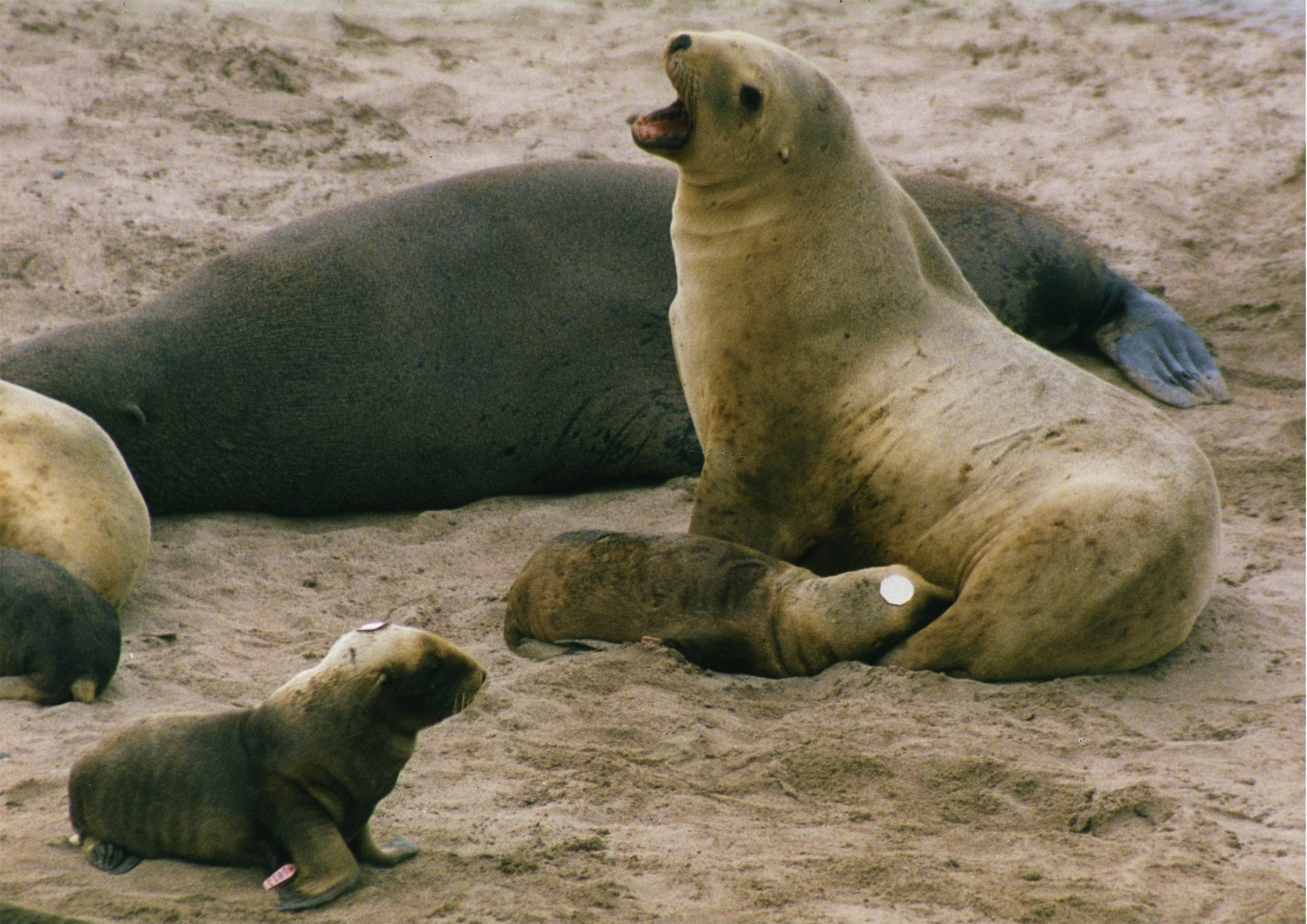
浜に群れるニュージーランドアシカ

ポリネシア人の定住の痕跡は13世紀から14世紀のものが見られる。定住場所はサンディ・ベイであり、風雨から守られ、比較的荒れていない場所であり、アシカの繁殖場所へも行きやすい場所であった。
1887年3月20日、アメリカのボストンで登記された鉄製バーク船デリー・キャッスル号が9日間の旅程の後、エンダービー諸島の周辺で座礁した。同船はP.リチャードソン&Co.の所有で、Captain J. Goffe船長の指揮の下、オーストラリアジーロングから、イギリスのコーンウォール州、ファルマスへの航海の途上であり、23名の乗組員と1名の旅客を乗せ、貨物として小麦を積載していた。
デリー・キャッスル号の生存者はサンディ・ベイで遭難者避難所を発見し、その周囲に粗雑な住居を築いた。また、海を見下ろす崖の上に、漂着した仲間の乗組員の遺体を埋め、船首像を墓の目印とした。
192日後、デリー・キャッスル号は海上保険を扱っていたロイズ・オブ・ロンドンによって遭難したと公式に発表された。1887年9月21日、45トンの蒸気船アワルア(Awarua)号がオークランド諸島での違法なアシカ猟の航海から、オーストラリアビクトリア州のホブソン湾へ戻った。同船にはデリー・キャッスル号からの残りの生存者8名が乗っていた。
デリー・キャッスル号の墓所はそれが朽ち果てるまで長年ニュージーランド政府によって維持された。しかし、第2次世界大戦中、島内に「岬の遠征」("The Cape Expedition")計画で駐屯したコースト・ウォッチャーズによって船首像が再建された。現在、船首像は難破時の他の遺留品ともにクライストチャーチのカンタベリー博物館で見ることが出来る。船員の墓地跡には墓石が建てられている。

## 生物相

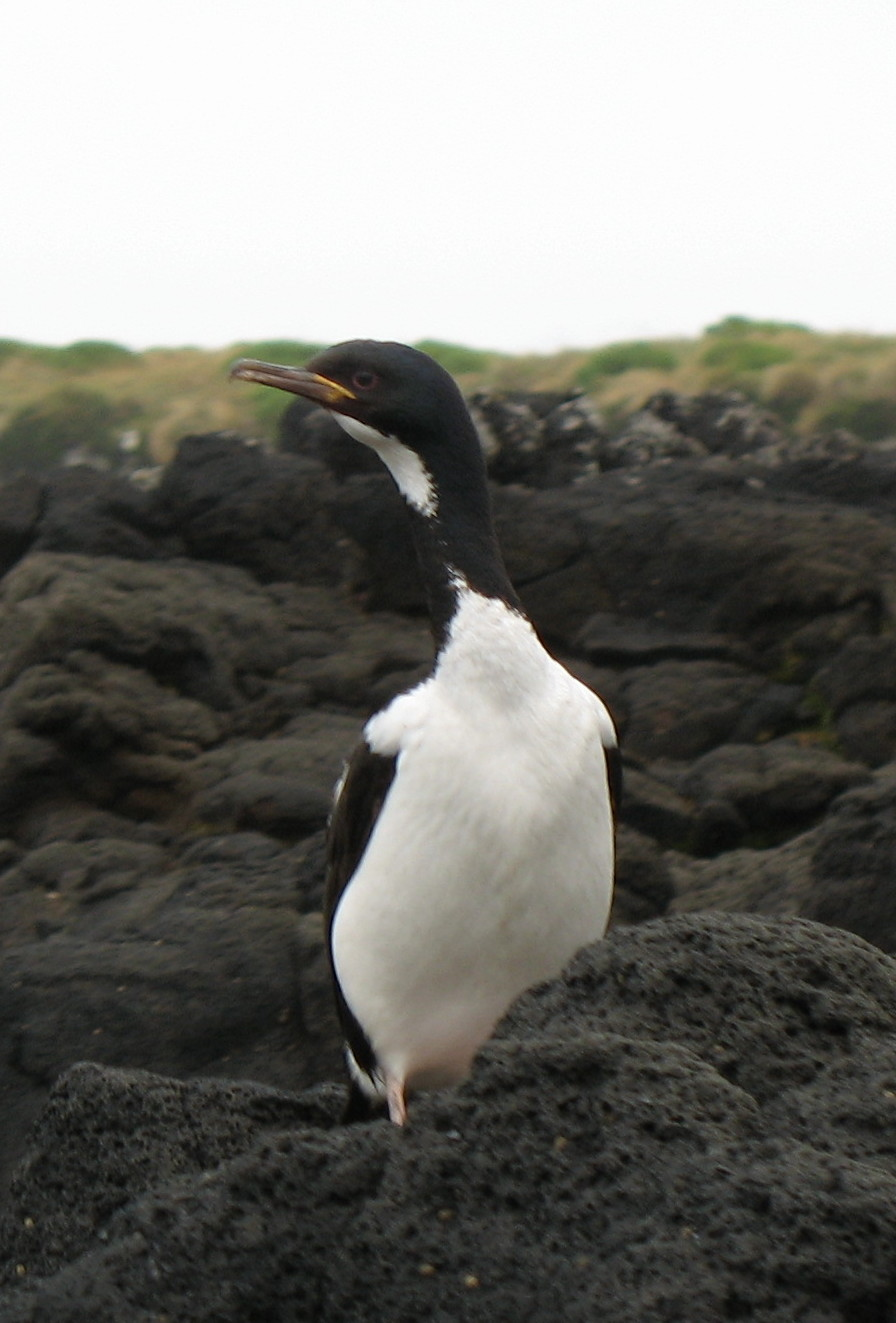
オークランドウ

在来の動物相には、ミナミセミクジラやニュージーランドアシカやキンメペンギンやオークランドウなどが存在する。導入されたものにはウサギや畜牛が存在した。

### ウサギ
ウサギの明確な別品種がエンダービー島に存在する。ウサギはこの島にはもともと住んでおらず、1865年10月にオーストラリアから持ち込まれた。導入後、個体群は130年余りで分離したとされる。固有の海鳥などの生息環境保護のために1990年代初期にウサギは島内から根絶され、品種は飼育下で生き残った。エンダービー・アイランド・ラビットは主にシルバーグレーの毛色をしているが、劣性遺伝でまれにクリーム色やベージュ色のものも生まれる。

### 畜牛
ウサギ同様、畜牛も19世紀末に島内に持ち込まれた。ショートホーンの畜牛は1894年、捕鯨者によって島内に持ち込まれ、海草や土着の植物を食べつつ生き残り、独自の野生種となった。1980年半ば、畜牛は島内の植生をほぼ壊滅させ、この問題は自然保護局の注目の的になった。このため、畜牛の島内からの駆除の試みが行われた。1990年代半ばには、島内の畜牛はレディ一頭を残すのみとなり、レディは1993年2月にニュージーランド本土へ輸送された。その後、レディはクローニングを含め品種を残すための努力の対象となった。レディは2009年5月に20余年の生涯を終えた。

### 重要野鳥生息地
オークランドウ、クリイロコガモ、オークランドクイナ、オークランドムカシジシギなど数種類の海鳥の繁殖地群としての重要性からバードライフ・インターナショナルによって識別されたオークランド島群重要野鳥生息地 (IBA)の一部となっている。

## 地勢

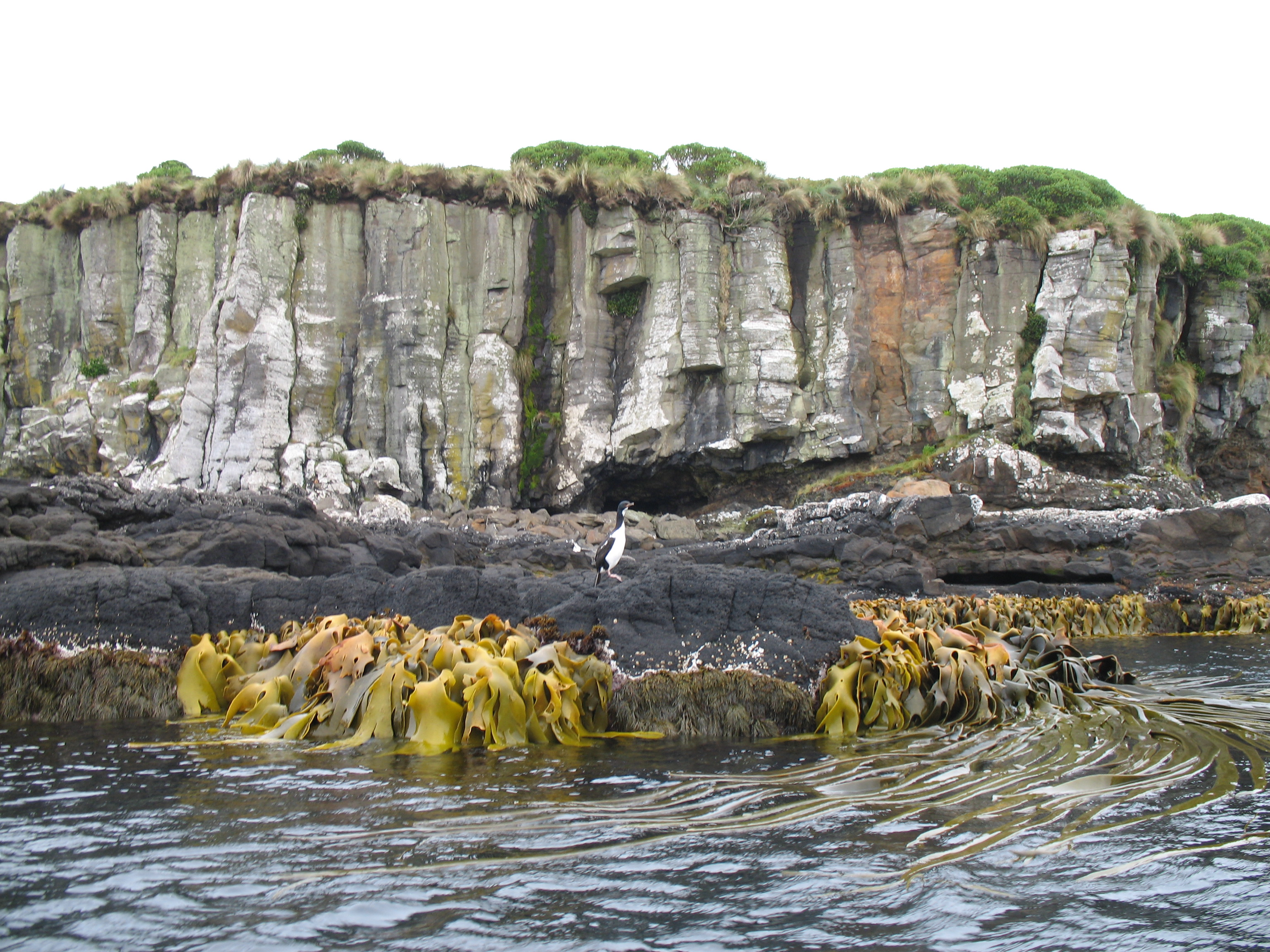
エンダービー海岸線の様子、崖から火山性の地層が見える

エンダービー諸島はキャンベル海台に乗っており、2500万年から1000万年前の間に出来た噴火によって出来た火山が侵食された残存部とされる。

## 註
1. ↑  Macnaughtan, Don (2001年). “The Auckland Islands, The Snares, Campbell, Bounty and the Antipodes Islands”.  Eugene, Oregon 97405:  Lane Community College Library. 2010年4月18日閲覧。
2. ↑  Nathalie J Patenaude, 2000年, Southern right whales wintering in the Auckland Islands, Conservation advisory science notes, 321号, Southland Conservancy, ニュージーランド自然保護局（英語版）
3. 1 2 3 4  Rare Breeds Conservation Society of New Zealand Incorporated (2006) Enderby Island rabbits
4. 1 2 3 4 5  Rare Breeds Conservation Society of New Zealand Incorporated (2006) Enderby Island cattle
5. ↑  BirdLife International. (2012). Important Bird Areas factsheet: Auckland Islands. Downloaded from http://www.birdlife.org on 2012-01-23.